# Sally Grindley
Sally Grindley (* 1953 in Kent) ist eine britische Kinderbuchautorin.
Schon in den 1980er-Jahren widmete sich Grindley dem Schreiben. Ein Großteil ihrer Arbeit besteht darin, die Werke historischer Schriftsteller wie Goethe und Äsop in einer für Kinder verständlichen Form neu zu erzählen, auch hat sie eine Kinderbibel herausgebracht.
Sie erfindet allerdings nicht nur nach, sondern auch neu. Ihr internationaler Bestseller Spilled Water (deutscher Titel: Das Mädchen Lu Si-yan) wurde 2004 mit dem Nestlé Smarties Book Prize in Gold geehrt. Es handelt sich um die Geschichte einer Halbwaise im heutigen China, die aus Armut an eine reiche Familie verkauft wird.
Grindley hat drei Söhne und lebt mit ihrer Familie in der Nähe von Cheltenham in England.

## Werke (Auswahl in deutscher Sprache)
- Das dicke Bärenbuch. Bettkantengeschichten. Coppenrath, Münster 1994, ISBN 3-8157-1139-8
- zus. mit Jan Barger: Bibel-Geschichten für die Kleinsten. Gabriel, Wien 1998, ISBN 3-7072-6574-9
- Hrsg.: Piratentaten. Acht Seeräubergeschichten. Dressler, Hamburg 2001, ISBN 3-7915-0738-9
- Der Zauberlehrling. (Johann Wolfgang Goethe. Neu erzählt.) Coppenrath, Münster 2002, ISBN 3-8157-2367-1
- zus. mit John Bendall-Brunello: Der Hase und die Schildkröte und andere Tiergeschichten. Gesamtitel: Äsops Fabeln für junge Leser. Bloomsbury, Berlin 2005. ISBN 3-8270-5072-3
- Das Mädchen Lu Si-yan. (Original: Spilled Water) Bloomsbury, Berlin 2006, ISBN 3-8270-5056-1